# 松訥
松訥（挪威語：Søgne）是挪威原西阿格德爾郡的一個市镇。
2020年1月1日，松訥和另外一个市镇松達倫一起并入克里斯蒂安桑市镇，并隶属于新成立的阿格德尔郡。